# 郑卫平
郑卫平（1955年7月—），山西省万荣县人，中国人民解放军上将，中国共产党第十八届、十九届中央委员会委员。

## 生平
曾经担任李继耐上将的秘书。1970年入伍。曾任陆军19军政治部组织处副处长、全军整党办干事、总政治部干部部任免2处干事、总政治部办公厅秘书、总政治部干部部院校局副局长，国防大学政治部干部部部长，164师政委、海军陆战旅政委，国防大学政治部副主任。2002年，任国防大学研究生院政委。2003年，任国防大学军队建设和军队政治工作教研部主任。2005年，任陆军第四十一集团军政委。2007年，任广州军区政治部主任。2012年10月，任南京军区政治委员。2016年2月，任新成立的中国人民解放军东部战区政治委员。2017年8月，调任中国人民解放军战略支援部队政治委员，2020年12月退役。2018年2月24日，当选为第十三届全国人大代表。2021年2月28日被任命为全国人大教育科学文化卫生委员会副主任委员，并履职至今。
2015年7月31日，晋升上将军衔。